# Beat Werdmüller

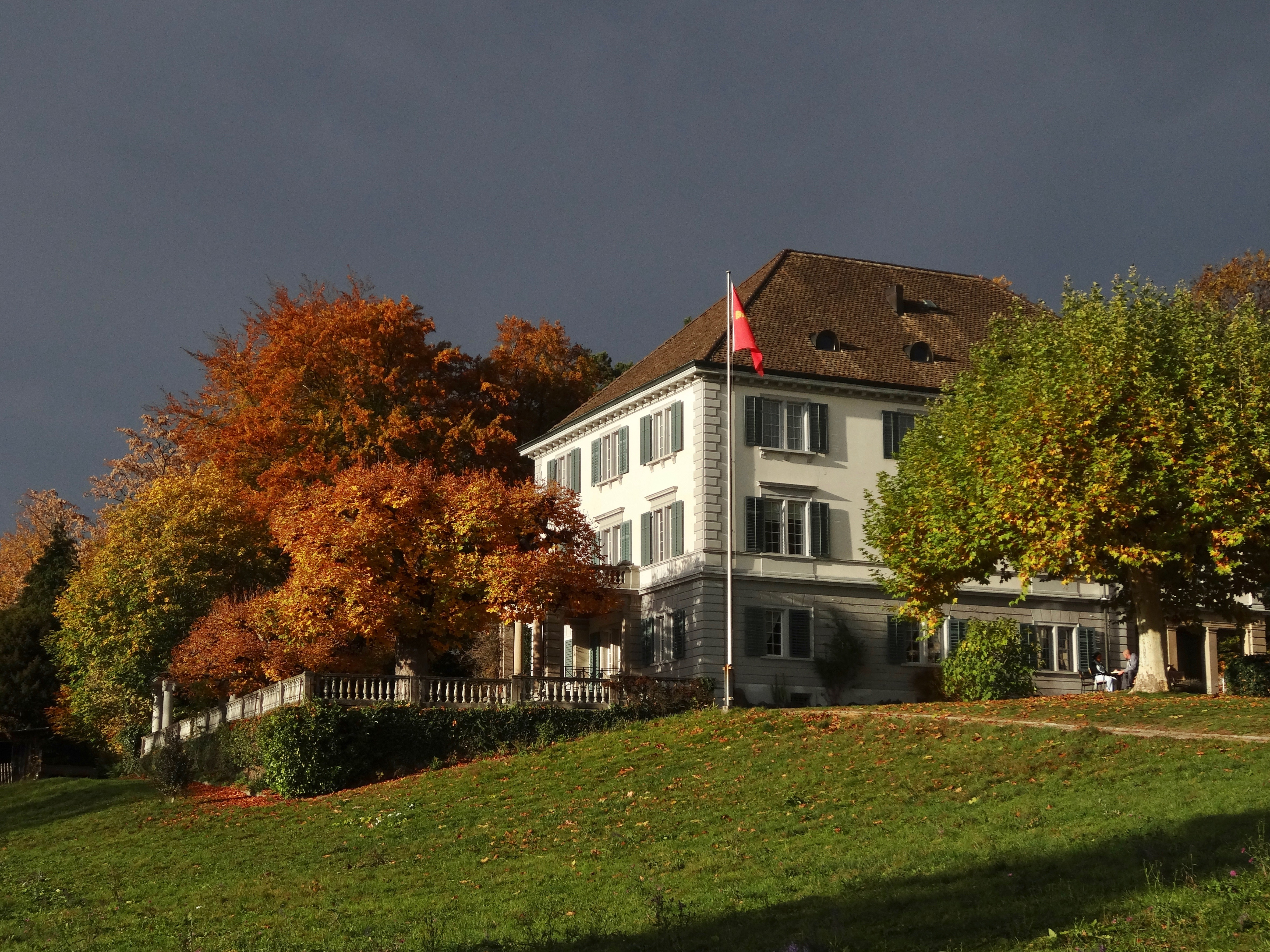
Landgut Wangensbach (Schloss Küsnacht)

Beat Werdmüller (* 1583 in Zürich; † 30. März 1640 in Küsnacht) war ein Zürcher Textilunternehmer und Ratsherr. Er erbaute das Landgut Wangensbach in Küsnacht.

## Leben
Beat Werdmüller war der Sohn des Kleinrats und Textilunternehmers Heinrich Werdmüller. Dieser hatte zusammen mit seinem Onkel David Werdmüller in Zürich die Seidenindustrie eingeführt. Heinrich Werdmüller hatte es als einer der reichsten Bürger Zürichs seiner Zeit zu einem Vermögen von 350'000 Gulden gebracht. Die Mutter von Beat Werdmüller, Ursula Kitt, war die Tochter eines ebenfalls wohlhabenden Seilers aus Feldkirch. 1605 heiratete Beat Werdmüller Barbara Holzhalb, deren Vater, der frühere Landvogt von Kyburg, Leonhard Holzhalb, ab 1609 als Bürgermeister von Zürich wirkte. 
Als erster von mehreren jungen Bürgerssöhnen reiste Beat Werdmüller 1608 im Ehrengeleit seines Schwiegervaters zum Dogen von Venedig. Im Anschluss an den Aufenthalt des venetianischen Gesandten Giovanni Battista Padovina in Zürich sollte die Gesandtschaft eine Verbesserung der Handelsbedingungen im Territorium der Serenissima repùblica erwirken. Werdmüllers Beteiligung an der Reise, während der zahlreiche Sehenswürdigkeiten, wie das Arsenal, der Markusdom oder die Glasbläserinsel Murano, besucht wurden, brachte ihm und den Kaufleuten seines Geschlechts mehrere Privilegien ein: die Erlaubnis bei künftigen Aufenthalten eine Waffe auf sich zu tragen, ungehindert und befreit von diversen Steuern zu reisen sowie während Handelsreisen private Häuser und Wohnungen zu mieten.
Seit 1610 im «Neuen Seidenhof» in Zürich ansässig, trat Beat Werdmüller 1617 aus der darin untergebrachten Handelsgesellschaft aus, um nach dem Tod Leonhard Holzhalbs einen grösseren Teil von dessen Geschäften zu übernehmen. Zwei Jahre später war er Besitzer des Hauses «zum Löwenberg» am inneren Rennweg, um dessen Ausbau er sich jedoch vergeblich bemühte. 1621 wurde er als Zwölfer der «Zunft zur Saffran» zu deren Vertreter im Grossen Rat gewählt. Wenig später muss er das umfangreiche Rebgelände im «Wangensbach» in Küsnacht erworben haben, wo er sich um 1624 einen repräsentativen Herrensitz baute.
Das hohe gesellschaftliche Ansehen, das Beat Werdmüller und seine Familie zu diesem Zeitpunkt genossen, zeigt sich unter anderem in der 1624 vollzogenen Heirat seiner Tochter Ursula mit Statthalter Salomon Hirzel d. J., Sohn des bekannten früheren Bürgermeisters Salomon Hirzel, der zugleich eine Stellung im «Neuen Seidenhof» erhielt. Nach dem Tod seines Vaters Heinrich Werdmüller 1627 wird Beat Werdmüller zunächst als stiller Teilhaber an dem von ihm hinterlassenen Handelsgeschäft erwähnt. 1634 trat er zusammen mit seinem Bruder Hans Georg und Salomon Hirzel d. J. als dessen Inhaber und Leiter auf.
Auf seinem Grabstein, der bis ins 19. Jahrhundert bei der Kirche Küsnacht zu sehen war, wurde Beat Werdmüller als Erbauer des Hauses im «Wangensbach» und Pfleger, das heisst, Rechnungsführer der «Zunft zur Saffran», erinnert.